# ملخص تنفيذي
الملخص التنفيذي، أو الموجز الإداري، هو وثيقة قصيرة تلخص تقرير أطول أو اقتراح أو مجموعة من التقارير ذات صلة، تكتب بأسلوب يسمح للقارئ أن يستوعب محتوى التقرير الطويل من دون الحاجة لقراءة تفاصيله. وهذا الملخص شائع في الإدارة والأعمال التجارية.
عادة ما تحتوي على بيان موجز للمشكلة أو لاقتراح الذي ورد في الوثيقة الرئيسية مع بعض المعلومات الأساسية، وتحليل موجز والاستنتاجات الرئيسية. والغرض منه هو تسهيل عملية أخذ القرار من قبل المديرين وعادة يعتبر من أهم أجزاء خطط العمل.

## الفرق بين الملخص التنفيذي والموجز
الملخص التنفيذي يختلف عن الموجز. فالموجز أقصر ويهدف إلى تقديم نظرة عامة محايدة أو التوجه العام لموضوع ما ولا يكون اختصارا للوثيقة كاملة. ويستخدم الموجز على نطاق واسع في ملخصات البحوث الأكاديمية حيث مفهوم الملخص التنفيذي لن يكون له معنى.
و يقول مايفيلد «أن الموجز هو نص يستعمل من قبل أطراف تحاول أن تقرر ما إذا كان يجدر قراءة المستند الرئيسي»، في حين أن «الملخص التنفيذي هو وثيقة مصغرة التي يمكن أن تقرأ بدلا من الوثيقة الأساسية وتعطي كامل المعنى».

## الشكل النموذجي للملخص
هناك شبه اتفاق عام على نطاق واسع حول الشكل النموذجي للملخص التنفيذي الذي يرد في العديد من الكتب ويستعمل في الدورات التدريبية عادة، ما يكون الملخص التنفيذي:
- بين 5 إلى 10٪ من طول التقرير الرئيسي [7][10]
- مكتوب بلغة مناسبة للجمهور المستهدف [6][10]
- يتكون من فقرات قصيرة وموجزة [6][10]
- يبدأ بملخص [6][10]
- كتب بنفس الترتيب كترتيب التقرير الرئيسي [5][7]
- يشمل فقط المواد الحالية في التقرير الرئيسي [5][7]
- يقدم توصيات [6][10]
- يقدم تبريرات [6]
- يعرض نتيجة [6][7][10]
- يمكن قرأته بمعزل عن قراءة التقرير الرئيسي [5][6][7]
- في بعض الأحياني يلخص أكثر من وثيقة واحدة [6]

## أهميته
أهمية الملخصات التنفيذية تتعلق بكونه أداة اتصال الرامية إلى مساعدة الأكاديميين ورجال الأعمال بإتخاذ القرارات من دون الحاجة في إضاعة الوقت بقرأة تقارير طويلة. على سبيل المثال، جامعة تكساس تعتبر أن «الموجز التنفيذي هو التفاعل الأولي بين مؤلفي التقرير وقراءه المستهدفين والذين هم عادة صناع القرار، والعملاء المحتملين، و/أو الأقران. ويعتمده كبار رجال الأعمال كوسيلة ليقرروا إن كانوا بجاجة لمواصلة قراءة التقرير أم لا.»

## الانتقادات
يعتبر البعض أن توفير ملخص مبسط لمسألة معقدة في يمكن أن تؤدي صانعي السياسات وغيرهم للتغاضي عن مسائل الهامة. أو أنها تهمل معلومات مهمة.

## روابط خارجية
- An الملخص التنفيذي لتقرير رئيسي عن طريق هيئة دولية
- An الملخص التنفيذي الذي نشرته وزارة الخارجية الأمريكية